# Gavro Schwarz
Gavro Schwarz (Nádudvar, 13. prosinca 1872. – Zagreb, 7. prosinca 1942.), židovski teolog i povjesničar, zagrebački nadrabin. U izvorima se javlja i pod mađarskim imenom Gábor. Bio je rabin u Karlovcu i Zagrebu, učitelj za izraelitski nauk vjere na srednjim i stručnim školama u Zagrebu, a od 1927. zagrebački nadrabin.
Školovao se u Požegi i Budimpešti. Pisao je za hrvatske znanstvene časopise (Vjesnik kraljev. hrv. slav. dalm. zemaljskog arhiva). Predavao je u zagrebačkoj Klasičnoj gimnaziji u više navrata: od 1901. do 1903., od 1914. do 1921. i 1931. godine.
Ostao je uz svoju židovsku zajednicu do kraja svjestan koju odgovornost ima za nju. Po njemu se danas zove loža B'nai B'ritha u Zagrebu.

## Djela
- Povjest Židova: od babilonskoga sužanjstva do današnjega doba, 1897.
- Izraeliticki molitvenik, 1902.[7]
- Prilozi k povjesti Židova u Hrvatskoj : iz starina zagrebačke općine (1806. – 1845.), 1903.
- Molitve zadušnice u hramu izraelske općine zagrebačke, 1922.[8][9]
- Povijest Zagrebačke židovske općine od osnutka do 50-tih godina 19. vijeka, 1939.[9]

## Priznanja
- Red svetog Save 3. stupnja (1929.)[10]

## Vanjske povezice
- ÖBL 1815-1950